# Coffeeheaven
Coffeeheaven byla středoevropská společnost se sídlem ve Varšavě s podíly na londýnské burze (AIM) a také na burze ve Varšavě. Společnost provozovala stejnojmenné kavárny ve střední Evropě. Společnost provozuje své kavárny v Polsku, České republice, na Slovensku, v Litvě, Bulharsku a v Maďarsku, kavárny v Litvě fungují pod názvem Coffee Nation.

## Historie
Společnost coffeeheaven byla založena v roce 1999 v Polsku, následující rok byla otevřena první kavárna v Gdyni. V prosinci roku 2001 vstoupila společnost na londýnskou burzu (na AIM), stala se tak první polskou společností na této burze. V září 2004 společnost otevřela první kavárnu v Praze.
Tentýž rok společnost vstoupila do další země, do Litvy. V této zemi provedla akvizici kavárenského řetězce Coffee Nation a získala tak 7 kaváren v Rize.
V lednu 2008 měla společnost celkem 81 kaváren v šesti zemích.
Roku 2009 byl řetězec zakoupen anglickou společností Whitbread, jež provozuje kavárny Costa Coffee. Bývalé kavárny coffeeheaven procházejí rebrandingem na originální kavárny Costa (pouze v zemích,kde již Coste své zastoupení dříve měla – např. V České republice)

## Odpovědnost ke společnosti
Společnost coffeeheaven byla první ze 70 největších společností v Polsku, jež aktivně podporovala nadaci pro společenskou odpovědnost.